# Habitatge al carrer Fusina, 26 (Vic)
L'Habitatge al carrer Fusina, 26 és una obra de Vic (Osona) inclosa a l'Inventari del Patrimoni Arquitectònic de Catalunya.

## Descripció
Edifici civil. Casa entre mitgeres que consta de planta baixa, dos pisos i coberta amb teula aràbiga a dues vessants. A la planta hi ha dos portals d'arc escarser formant un fris de pedra. La mida de les obertures disminueix amb l'alçada. Els dos pisos són simètrics i s'hi obren balcons i dues finestres, algunes de cegues. Els pisos estan marcats per frisos de ceràmica, element que es repeteix damunt les obertures formant una mena de trencaaigües de ceràmica verda amb relleus. Els balcons tenen boniques baranes de forja. Cal remarcar el ràfec recobert per ceràmica vidriada.

## Història
Edifici que segurament ja existia al segle xviii i que és producte de la transformació d'un habitatge unifamiliar en plurifamiliar, reformat al segle xx.
Es troba a l'eixample Morató que el 1734 creà la Plaça dels Màrtirs com a centre del reticulat entre el carrer Manlleu i els Caputxins i entre el carrer Nou i el Passeig. El carrer Fustina seria un dels carrers intermedis d'aquest entramat com el Trinquet, Sant Antoni, Sant Sebastià...